# Вырица (станция)
Вы́рица — станция Витебского направления Октябрьской железной дороги в Гатчинском муниципальном округе Ленинградской области. Расположена в центре посёлка Вырица.
Открыта в 1904 году. Ещё до революции предполагалось, что при железнодорожной станции будет построен так называемый «идеальный город», в котором будут гармонично объединены все удобства города и природная среда.
С 1918 по 1920 год станция Вырица была административным центром Ново-Петровской волости Детскосельского уезда, выделившейся из состава Лисинской и частично Гатчинской волостей Гатчинского уезда, которая затем вошла в состав Вырицкой волости.
На станции имеется зал ожидания и надземный пешеходный переход. В ноябре 2016 года завершены работы по строительству турникетных павильонов, так же в этих павильонах находятся пригородные железнодорожные кассы. У станции расположены остановки пригородных автобусных маршрутов. В южной горловине станции находится переезд автодороги Р40 Кемполово — Шапки.
На станции останавливаются все проходящие через неё пригородные электропоезда. После станции часть электропоездов идёт на Оредеж, а часть — по поселковой ветке до станции Посёлок. Поезда дальнего следования не останавливаются.
На станции 6 путей. У первого и шестого, если считать от вокзала, расположены пассажирские высокие платформы. Главные пути — второй и пятый, по ним осуществляется безостановочный пропуск поездов. Третий и четвёртый используются для отстоя грузовых составов. Станция также используется для обгона пригородных поездов более срочными пассажирскими. Между третьим и четвёртым путями находится низкая платформа, неиспользуемая в настоящее время. Севернее станции каждый из путей проходит по мосту над рекой Оредеж. От южной горловины станции отходит поселковая ветка, а также подъездной путь к тяговой подстанции. Вокзал находится с восточной стороны путей (слева, если ехать из Санкт-Петербурга). На станции электрифицированы 3 пути. Зимой 1962 года через станцию было запущено движение электропоездов в составе электрифицированного напряжением 3,3 кВ участка Павловск — Вырица — Посёлок.
Станция упоминается в стихотворении Иосифа Бродского:

Мысль о тебе удаляется, как разжалованная прислуга,
нет! как платформа с вывеской «Вырица» или «Тарту».
Но надвигаются лица, не знающие друг друга,
местности, нанесенные точно вчера на карту (…)

## Фотогалерея

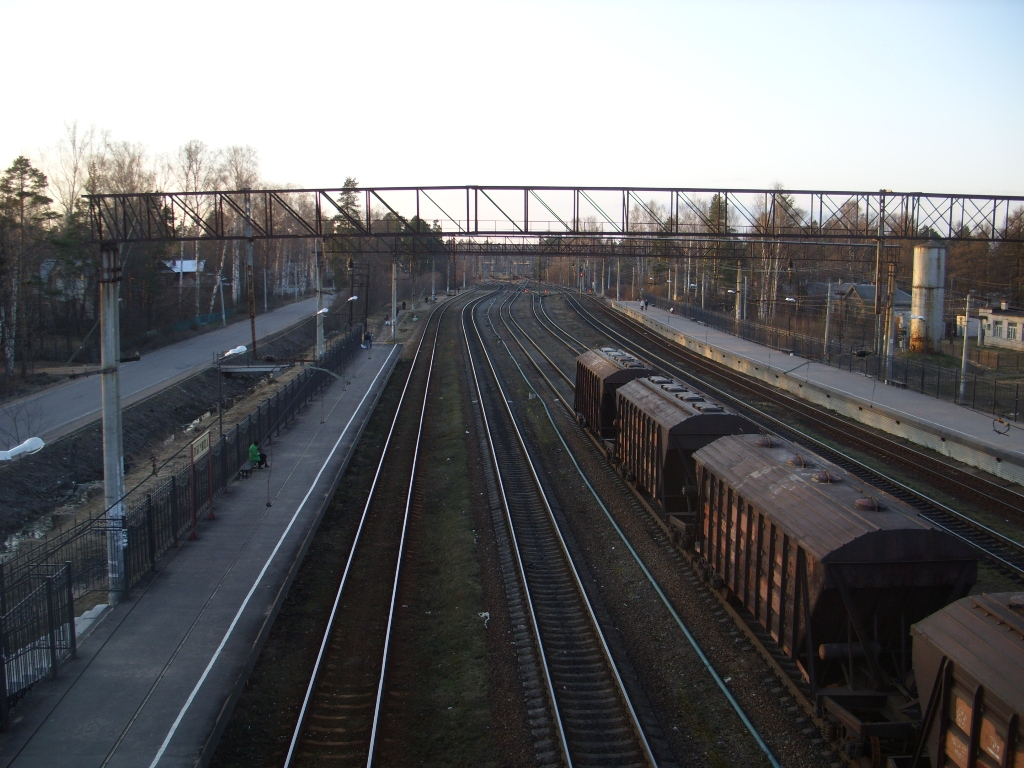
Путевое развитие станции Вырица, вид на север
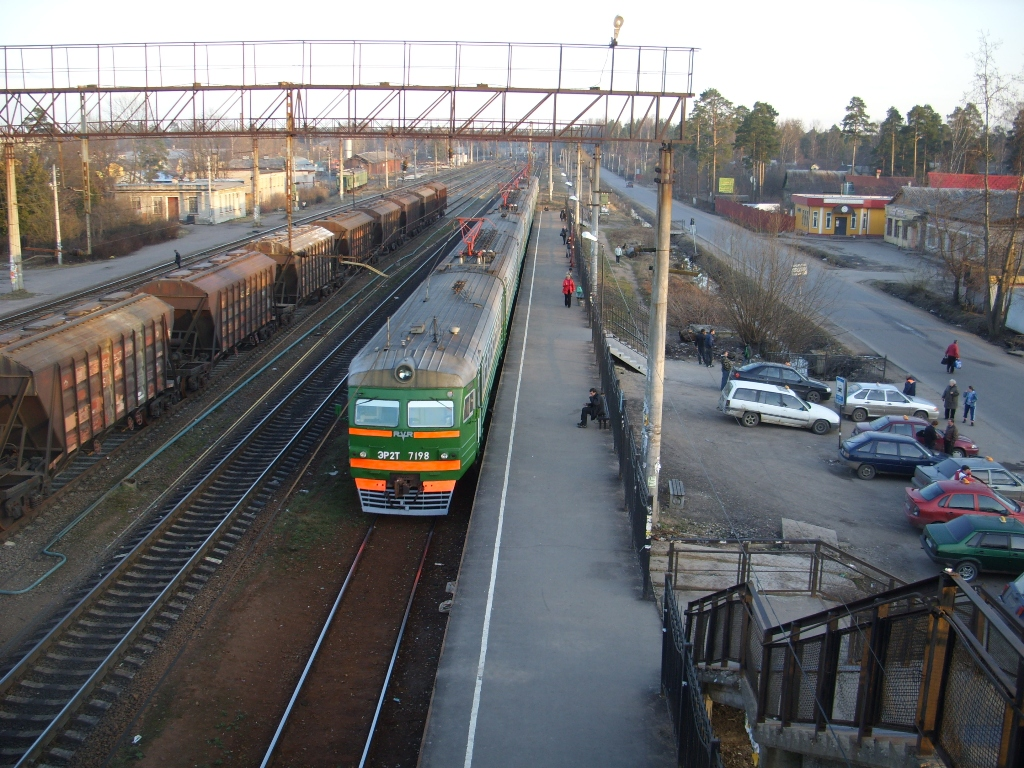
Путевое развитие станции Вырица, вид на юг
Вырица. Станция Московско-Виндаво-Рыбинской (Царскосельской) железной дороги. 1900-1910 гг.
Вырица. Контора кн. Витгенштейнов возле станции 1900-1910 гг. (на Железнодорожном пр.).